# The Point!
The Point! ist ein 1971 veröffentlichtes Konzeptalbum und ein Trickfilm nach einer Idee des amerikanischen Songwriters Harry Nilsson. Im Stil eines Märchens wird die Geschichte des Jungen Oblio erzählt, der als einziger Rundkopf in einem Dorf voller Spitzköpfe ist, in deren Gesellschaft von Gesetzes wegen alles und absolut alles auf einen "Punkt" zulaufen muss. Im Englischen spielt Nilsson mit der Doppelbedeutung von "the point", was Punkt oder Spitze, aber auch Sinn ("have a point") bedeuten kann. Seine Inspiration zu dem Album beschrieb er wie folgt: "I was on acid and I looked at the trees and I realized that they all came to points, and the little branches came to points, and the houses came to point. I thought, Oh! Everything has a point, and if it doesn't, then there's a point to it". Im Jahr 2009 wurde das Tribut-Album "Songs from The Point!" mit Coverversionen der Songs von Nilsson veröffentlicht.

## Story
Rundkopf Oblio muss seit seiner Geburt einen Spitzhut tragen, um seine Rundköpfigkeit vor seinen spitzköpfigen Mitbewohnern zu verbergen. Trotz seiner Rundung wird er akzeptiert, bis eines Tages der Sohn eines bösen Grafen, eher zufällig, durch Oblio entehrt wird und Oblio zum Duell im Dreieckwerfen herausfordert, wobei die Spieler die Dreiecke mit den Spitzköpfen fangen müssen. Oblio gewinnt dank der Hilfe seines Hunds Arrow und dessen spitzer Schnauze. Der erzürnte Graf erinnert den eigentlich gutmütigen König erzürnt an das Gesetz, laut dem punktlose Individuen in den punktfreien Wald, dem Pointless Forest, zu verbannen sind. Es bleibt kein Ausweg: Oblio und Arrow werden verbannt.
Im Pointless Forest entdeckt das Paar bald punktuelle Absonderlichkeiten, darunter Riesenbienen, einen "pointed man" der in alle Richtungen zeigt ("points"), einen Felsenmann, tanzende dicke Schwestern und den Laubmann, der Oblio erklärt, dass jeder einen Punkt hat, nur erkennt man den nicht immer gleich.
Nach ihrer Nacht im Pointless Forest entdecken sie eine Steinhand, die zu ihrem Zielpunkt weist, der sich als die Rückkehr zum Ausgangspunkt – Punktland – erweist, wo sie mit Freuden begrüßt werden. Nur der erzürnte Graf zürnt, was ihm beim plötzlich resoluten König aber keine Punkte einbringt. Oblio bringt es nun auf den Punkt: Irgendwie irgendwo hat alles einen Punkt, auch der punktlose Wald und, ja, auch er selbst. Plötzlich sprießt Oblio eine Spitze auf dem Kopf. Dafür runden sich die Punktspitzen und -köpfe um ihn herum plötzlich ab.

## Album
Im Album The Point! erzählt Nilsson die Geschichte und leiht seine Stimme allen Charakteren.

### Titelliste
Seite eins:
1. Everything's Got 'Em – 2:25
2. The Town (Text) – 1:31
3. The Game – 1:49
4. Poli High (Walsh) – 2:41
5. The Trail and Banishment (Text) – 2:49

Seite zwei:
1. The Pointed Man (Text) – 2:42
2. Lifeline – 2:21
3. The Birds (Text) – 1:58
4. P.O.V. Waltz – 2:12
5. The Clearing in the Woods – 1:53
6. Are You Sleeping? – 2:17
7. Oblio's Return (Text) – 3:08

## Zeichentrickfilm
Die Filmversion von The Point! wurde erstmals am 2. Februar 1971 als ABC Movie of the Week auf dem Sender ABC ausgestrahlt. Künstlerische Leitung hatte Fred Wolf, produziert wurde der Film von Murakami-Wolf Films in Zusammenarbeit mit Nilsson House Music. Die Filmversion hat eine Rahmengeschichte, in der ein Vater seinem Sohn eine Gute-Nacht-Geschichte erzählt. Die Stimme des Vaters wurde in der Erstfassung von Dustin Hoffman gesprochen, später wurde aus rechtlichen Gründen eine Neuvertonung erforderlich. Inzwischen existieren Versionen mit verschiedenen Sprechern, wobei die bekannteste diejenige ist, bei der Ringo Starr den Vater spricht.

## Musical
Mitte der 1970er erstellte Esquire Jauchem, der künstlerische Leiter des Boston Repertory Theater eine Musicalversion von The Point!; 1977 wurde eine weitere Bühnenfassung am Mermaid Theatre in London vorgestellt, an der Davy Jones und Micky Dolenz von den Monkees mitwirkten.